# Vadim Vacarciuc
Vadim Vacarciuc (* 1. Oktober 1972 in Răuțel, Rajon Fălești) ist ein moldawischer Gewichtheber.

## Karriere
Vadim Vacarciuc nahm an vier Olympischen Spielen teil (1996, 2000, 2004, 2008). Bei seinen ersten beiden Teilnahmen wurde er jeweils Fünfter und war zudem beide Male Fahnenträger der moldawischen Mannschaft.
Vacarciuc gewann in seiner Karriere 4 WM-Medaillen und wurde unter anderem 2003 in Vancouver Weltmeister im Stoßen. Darüber hinaus wurde er 1994 und 2002 Europameister im Stoßen.